# Till Kaposty-Bliss
Till Kaposty-Bliss (* 1970 in Köln) ist ein deutscher Grafiker und Verleger.

## Leben
Kaposty-Bliss machte eine Ausbildung bei einer Kölner Grafikdesignerin, in Abendkursen nahm er an einer Fortbildung in Werbewirtschaft teil. Seit seiner Jugend sammelt Kaposty-Bliss Zeitschriften, Comics und Straßenschilder, die er auf Flohmärkten findet, sowie alte Schriftzüge von Geschäften und bewahrt diese dadurch vor der Verschrottung.
Von 2002 bis 2010 war er Hausgrafiker einer Tourismus-Agentur und gestaltete parallel dazu Bücher, Platten- und CD-Cover. Kaposty-Bliss lebt seit 1997 in Berlin und ist seit 2012 Art Director und seit 2014 Mitherausgeber der Zeitschrift Das Magazin und seit 2020 alleiniger Gesellschafter des Verlages Bärmeier & Nikel. Kaposty-Bliss ist außerdem Vorstandsmitglied des Berliner Buchstabenmuseums. Im Mai 2025 beendete er seine Tätigkeit als Mitverleger von Das Magazin.
2022 kuratierte er zusammen mit Gerhard Kromschröder die Werkschau des Satiremagazins Pardon im Caricatura-Museum in Frankfurt am Main und 2023 die offizielle Ausstellung zum 100. Geburtstag von Loriot, ebenfalls im Caricatura-Museum in Frankfurt am Main, mit dem Titel "Ach was".
Seit April 2025 ist er als neuer Geschäftsführer des "Studio Loriot" verantwortlich für die Nachlassverwaltung des Humoristen.
Kaposty-Bliss ist seit 2002 mit dem deutschen Schauspieler Pierre Sanoussi-Bliss verheiratet. Im August 2024 trennten sie sich.

## Publikationen
- Till Kaposty-Bliss, Gerhard Kromschröder (Hrsg.): Teuflische Jahre. Pardon : Die deutsche satirische Monatsschrift 1962-1982. Favoritenpresse, Berlin 2022, ISBN 978-3-96849-068-7.